# Incontri e passaggi
Incontri e passaggi è il quarto album della cantante italiana Tosca, pubblicato dall'etichetta discografica RCA e distribuito dalla BMG Ricordi nel 1997.
L'album è prodotto da Stefano Melone. I brani sono firmati da autori quali Ron, Ivano Fossati, Mariella Nava, Massimo Bubola,  Ennio Morricone, Lucio Dalla, Grazia Di Michele, Renzo Zenobi ed infine Chico Buarque, che esegue Facendo i conti in duetto con l'artista.
Il brano Nel respiro più grande è presentato al Festival di Sanremo.

## Tracce
1. Nel respiro più grande
2. La differenza
3. Pane vino e lacrime
4. Facendo i conti
5. Chi è che bussa
6. Mai dire mai
7. Noi soli
8. Sono tre mesi che non piove
9. Guarda la vita che fa
10. Di più
11. Josephine

## Formazione
- Tosca – voce, cori
- Stefano Melone – tastiera, programmazione, percussioni
- Elio Rivagli – batteria, percussioni
- Andrea Pistilli – chitarra, cori, tastiera
- Paolo Caruso – percussioni
- Lele Melotti – batteria
- Paolo Simonazzi – hurdy gurdy
- Roberto Melone – basso
- Giordano Mazzi – programmazione, cori
- Maurizio Della Rosa – chitarra
- Elio Voltolini – percussioni
- Ron – chitarra, cori
- Angelo Cavazzutti – batteria
- Claudio Fossati – percussioni
- Fabio Ferraboschi – chitarra
- Francesco Moniti – violino
- Mario Arcari – oboe, cori
- Rossana Casale, Betty Maineri, Antonella Melone – cori